# Olga Taussky-Todd
Pour les articles homonymes, voir Todd.
 (octobre 2020).
Si vous disposez d'ouvrages ou d'articles de référence ou si vous connaissez des sites web de qualité traitant du thème abordé ici, merci de compléter l'article en donnant les références utiles à sa vérifiabilité et en les liant à la section « Notes et références ».
Olga Taussky-Todd (née Olga Taussky), née le 30 août 1906 à Olomouc (Autriche-Hongrie) et morte le 7 octobre 1995 à Pasadena en Californie, est une mathématicienne tchéco-américaine.

## Biographie
Olga Taussky-Todd a d'abord travaillé sur la théorie des nombres. Elle obtient un doctorat de mathématiques à l'université de Vienne, sous la direction de Philipp Furtwängler. Elle participe au groupe philosophique du Cercle de Vienne.
En 1931, Olga Taussky travaille à l'université de Göttingen, comme assistante d'édition du premier volume des œuvres complètes de David Hilbert sur la théorie des nombres.
En 1933, le Girton College de l'université de Cambridge, en Angleterre, offre à Olga Taussky une bourse de trois ans. Elle reporte d'un an cette offre afin de poursuivre une bourse au Collège Bryn Mawr aux États-Unis, où la cheffe du département de mathématiques, Anna Johnson Pell Wheeler, l'avait invitée à se joindre à Emmy Noether.
En 1937, Olga Taussky obtient un poste d'enseignante au Westfield College de l'université de Londres. Elle y rencontra John Todd, avec qui elle se marie à Londres le 29 septembre 1938.
Elle travaille sur les matrices pour étudier les vibrations des avions durant la Seconde Guerre mondiale.
En septembre 1947, le couple déménage aux États-Unis. Olga Taussky-Todd et John Todd s'impliquent au sein du National Bureau of Standards pour le Laboratoire national de mathématiques appliquées et pour l'Institut d'analyse numérique.
En 1957, les Todd s'établissent à Pasadena, en Californie, où Taussky-Todd devient la première femme à se voir attribuer une tâche formelle d'enseignement dans le cadre d'un poste de chercheuse associée au California Institute of Technology. Ce n'est seulement que des années plus tard, en 1971, qu'elle est officiellement nommée professeure de mathématiques. À sa retraite en 1977, elle devient finalement professeure émérite.

## Prix et distinctions
Olga Taussky-Todd a reçu le prix Ford pour un article sur les sommes de carré publié en 1970 dans American Mathematical Monthly. Elle a ensuite reçu un doctorat honoris causa de l'Université de Vienne et un DSc honoraire de l'Université de Californie du Sud en 1988. Elle a donné la conférence Noether en 1981, a reçu la Croix d'honneur autrichienne pour la science et l'art (1re classe, 1978) et a été vice-présidente de l'AMS en 1986.
En 1993, l’International Linear Algebra Society (ILAS) a créé une série de conférences pour honorer les contributions de Taussky-Todd et de son mari en algèbre linéaire. En 2021, la série de conférences Taussky-Todd a été transformée en prix ILAS Taussky–Todd Prize.
Après son décès en 1995, l'Association for Women in Mathematics organise, en juillet 1999, la Olga Taussky Todd Celebration of Carees in Mathematics for Women, nommée en son honneur.